# الإغريق في بلاد الغال قبل الاحتلال الروماني
امتلك الإغريق أثناء تواجدهم في بلاد الغال قبل الاحتلال الروماني لها تاريخًا كبيرًا من الاستيطان، والتجارة، والتأثير الثقافي، والصراع المسلح في الإقليم السلتي من بلاد الغال (فرنسا الحديثة)، بدءًا من القرن السادس قبل الميلاد خلال الفترة اليونانية العتيقة. امتلك الماساليون تاريخًا معقدًا من التفاعل مع شعوب المنطقة بعد تأسيس المركز التجاري الرئيسي في ماساليا في عام 600 قبل الميلاد من قبل الفوكايين في المنطقة المعروفة باسم مرسيليا حاليًا.

## ماساليا

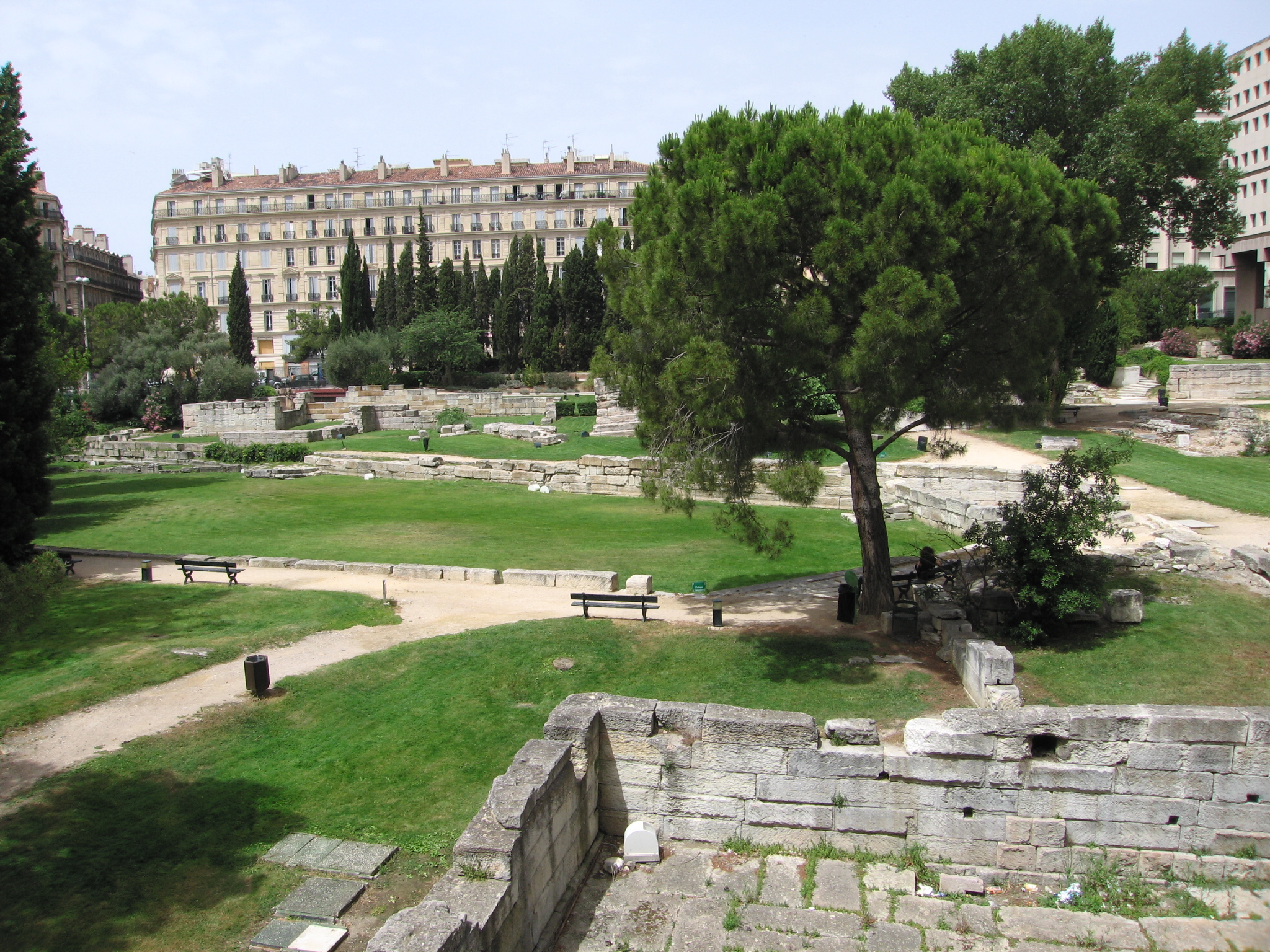
حديقة الآثار في مرسيليا - بقايا ماساليا، المستوطنة الإغريقية التي كانت مركزًا لنقل الثقافة والتجارة إلى بلاد الغال قبل الحكم الروماني.

تأسست مرسيليا وهي أقدم مدينة في فرنسا الحديثة حوالي عام 600 قبل الميلاد من قبل الإغريق القادمين من مدينة فوكايا في آسيا الصغرى (وذلك كما ذكر ثوسيديديس في كتابه 1.13، سترابو، أثينايوس، وجوستين) كمركز تجاري أو سوق تحت اسم ماساليا.
وهناك أسطورة تأسيسية ذكرها أرسطو في القرن الرابع قبل الميلاد فضلا عن بعض الكُتّاب اللاتينيين تروي كيف تزوج فوكايين بروتيس (ابن يوكسينيس) جيبتس (أو بيتا)، وهي ابنة ملك سيجوبرجي محلي اسمه نانوس، الذي أعطاه حق الحصول على قطعة أرض تمكن من تأسيس مدينة عليها. اكتشفت بعض معالم المدينة اليونانية جزئياً في العديد من الأحياء. قام الإغريق الفوكايين عبادة أرتميس، كما هو الحال في مستعمراتهم الأخرى.
يُعتقد أن الاحتكاكات مع الشعوب المجاورة بدأت في وقت سابق لهذا، إذ تاجر الإغريق الأيونيين في غرب البحر الأبيض المتوسط وإسبانيا، ولكن لا توجد سوى القليل جدًا من البقايا عن هذه الفترة الأقدم. تطورت الاحتكاكات بشكل أكيد منذ عام 600 قبل الميلاد، بين السلتيين، والليغوريين السلتيين، والإغريق في مدينة مرسيليا ومستعمراتهم الأخرى مثل آجدي، نيس، أنتيب، موناكو، إمبيوريز، وروساس. أسس الإغريق من فوكايا أيضًا مستوطنات في جزيرة كورسيكا، مثل تلك التي في علالية. أسس الإغريق الفوكايين أيضًا مدنًا في شمال شرق إسبانيا مثل إمبيوريز، وروساس.
كانت التجارة قبل سيطرة الإغريق على خليج الأسد تحت سيطرة الأتروسكيين والقرطاجيين (البونيقيين). كان لدى إغريق ماساليا صراعات متكررة مع الغاليين والليغوريين في المنطقة، وشاركوا في معارك بحرية ضد القرطاجيين في أواخر القرن السادس (كما ذكر ثوسيديديس في كتابه 1.13) وربما في عام 490 قبل الميلاد، وسرعان ما عقدوا معاهدة مع روما.
كتب تشارلز إبل في الستينيات: «لم تكن ماساليا مدينة يونانية منعزلة، لكنها طورت إمبراطورية خاصة بها على طول ساحل جنوب بلاد الغال بحلول القرن الرابع». لكن لم تعد فكرة «إمبراطورية» ماسالية ذات مصداقية في ضوء الأدلة الأثرية الأخيرة، والتي تُظهر أن ماساليا لم تمتلك حتى شورا (منطقة زراعية تحت سيطرتها المباشرة) كبيرة. ولكن هناك أدلة أثرية أخرى منذ ذلك الحين تظهر أن ماساليا امتلكت أكثر من اثني عشر مدينة في شبكتها داخل فرنسا، وإسبانيا، وموناكو، وكورسيكا. من المدن التي أسستها مسليا ولا تزال موجودة حتى اليوم هي نيس، أنتيب، موناكو، لو براسك، آجدي، وعلالية. وهناك أدلة من الحكم المباشر لاثنين على الأقل من مدنهم عن طريق نظام مرن من الحكم الذاتي على النحو المُقترح بناءً على العملات المكتشفة لمدينتي إمبيوريز وروساس اللتين قامتا بصك عملاتهما بشكل مستقل. لم تكن إمبراطورية ماساليا مثل الدول الموحدة في العالم القديم، أو في القرن التاسع عشر؛ وذلك لتكونها من مجموعة متفرقة من المدن المتصلة بالبحر والأنهار. كان الحلف الديلي أيضًا مجموعة متفرقة من المدن المنتشرة على حواف البحر، وأصبح يعرف باسم الإمبراطورية الأثينية.
أصبحت ماساليا في نهاية المطاف مركزًا للثقافة، وهو ما جذب بعض الأهالي الرومان لإرسال أطفالهم إلى هناك للتعلم. وفقًا لوجهات نظر سابقة، فإنه يُعتقد أن الهلينة المزعومة لجنوب فرنسا قبل الإحتلال الروماني للغال الترانسالبانية كانت ترجع إلى حد كبير إلى تأثير ماساليا. ومع ذلك، فقد أظهرت دراسة بحثية حديثة أن فكرة الهلينة كانت وهمية (وأن المفهوم نفسه فاسد بشكل خطير). وقد شُكك في قوة ماساليا وتأثيرها الثقافي من خلال إظهار السيطرة الإقليمية المحدودة للمدينة، وإظهار الثقافات المميزة للمجتمعات الأصلية. لم يكن الغاليون المحليون من محبي الإغريق الذين أرادوا تقليد الثقافة اليونانية، ولكن بعض الشعوب استهلكت بشكل انتقائي مجموعة محدودة جدًا من المصنوعات اليونانية (معظمها أواني خزفية للشرب) وقاموا بدمجها في ممارساتهم الثقافية الخاصة وفقًا لنظمهم القيمية.

## التجارة اليونانية في بلاد الغال
امتلك اليونانيون الشرقيون الذين استقروا على شواطئ جنوب فرنسا علاقات وثيقة مع السكان السلتيين في المنطقة، ووصلت التحف اليونانية شمالًا خلال أواخر القرنين السادس والخامس قبل الميلاد إلى أودية نهري الرون، وساون، وكذلك إقليم إزار. اكتشف فخار رمادي أحادي اللون في المنطقة الواقعة بين إقليم الألب العليا، وشمالًا حتى لونس لو-سونييه، فضلًا عن رؤوس أسهم برونزية ذات ثلاث أجنحة، وصولًا إلى شمال فرنسا، وأمفورات من مرسيليا وفخارات أتيكية في مونت لاسيوس. إن موقع فيكس في برغونية الشمالية هو مثال معروف لمستوطنة هالستاتية حيث اُستهلكت مثل هذه الأغراض المتوسطية، وإن كان ذلك بكميات قليلة. كان بعض هذه الأغراض، مثل زهرية كراتر الفيكسية الشهيرة، مذهلاً بطبيعته.
تطورت التجارة البحرية أيضًا من ماساليا مع لانغيدوك، وإتروريا ومع مدينة إمبيوريز اليونانية على ساحل إسبانيا. تاجرت ماساليا وصولًا إلى قادس وتارتيسوس على الساحل الغربي لشبه الجزيرة الإيبيرية على الأقل، وذلك كما هو موضح في الماساليوت بيريبولوس، على الرغم من أنه ربما حُظرت هذه التجارة من قبل القرطاجيين في أعمدة هرقل بعد عام 500 قبل الميلاد.
دمّر الفرس المدينة الأم لفوكايا في نهاية المطاف في عام 545، مما زاد من تعزيز نزوح الفوكايين إلى مستوطناتهم في غرب البحر الأبيض المتوسط. كانت الروابط التجارية واسعة النطاق، خاصة في مجالات الحديد، والتوابل، والقمح، والعبيد. قيل مرارًا أن التجارة في القصدير، الذي لا غنى عنه لتصنيع البرونز، قد اُسست في ذلك الوقت بين كورنوال في إنجلترا الحديثة، عبر قناة المانش، وعلى طول وادي السين، وبرغونية، ووديان الرون-الساون، وصولًا إلى مرسيليا. ومع ذلك، فإن الدليل على صحة هذا الأمر ضعيف.

## التراث
انخفضت التجارة البرية مع الدول السلتية خارج منطقة البحر الأبيض المتوسط نحو عام 500 قبل الميلاد، بالتزامن مع المشاكل التي أعقبت نهاية الحضارة الهالستاتية. ثم هُجر موقع مونت لاسيوس في تلك الفترة.
ظلت مستعمرة ماساليا اليونانية نشطة في القرون التالية. حوالي 325 قبل الميلاد، قام بيثياس الماسيلي برحلة استكشافية إلى شمال غرب أوروبا، وصولًا إلى الدائرة القطبية الشمالية من مدينته مرسيليا. ساهمت اكتشافاته في وضع خرائط العالم القديمة من قبل ديكارشوس، وتيموس، وإراتوستينس، وفي تطور نظائر خطوط العرض.
يمكن تتبع النمط اللاتيني القائم على الزخرفة النباتية، المناقض للأنماط الهندسية للعصر الحديدي المبكر في أوروبا، إلى عملية إعادة تفسير خيالية للزخارف الموجودة على البضائع المستوردة ذات الأصل اليوناني أو الأتروري.
أفاد يوليوس قيصر خلال غزوه لبلاد الغال أن الهيلفيتيين كانت بحوزتهم وثائق ذات لغة يونانية، كما أن جميع العملات المعدنية الغالية استخدمت اللغة اليونانية للكتابة عليها حتى حوالي عام 50 قبل الميلاد.